# Chikamatsu Hanji

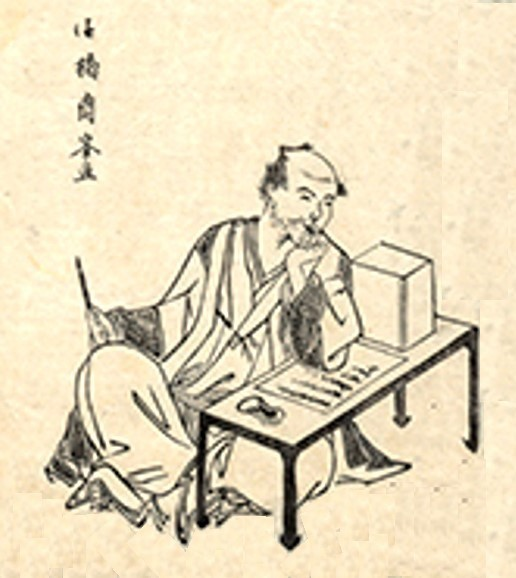
Chikamatsu Hanji

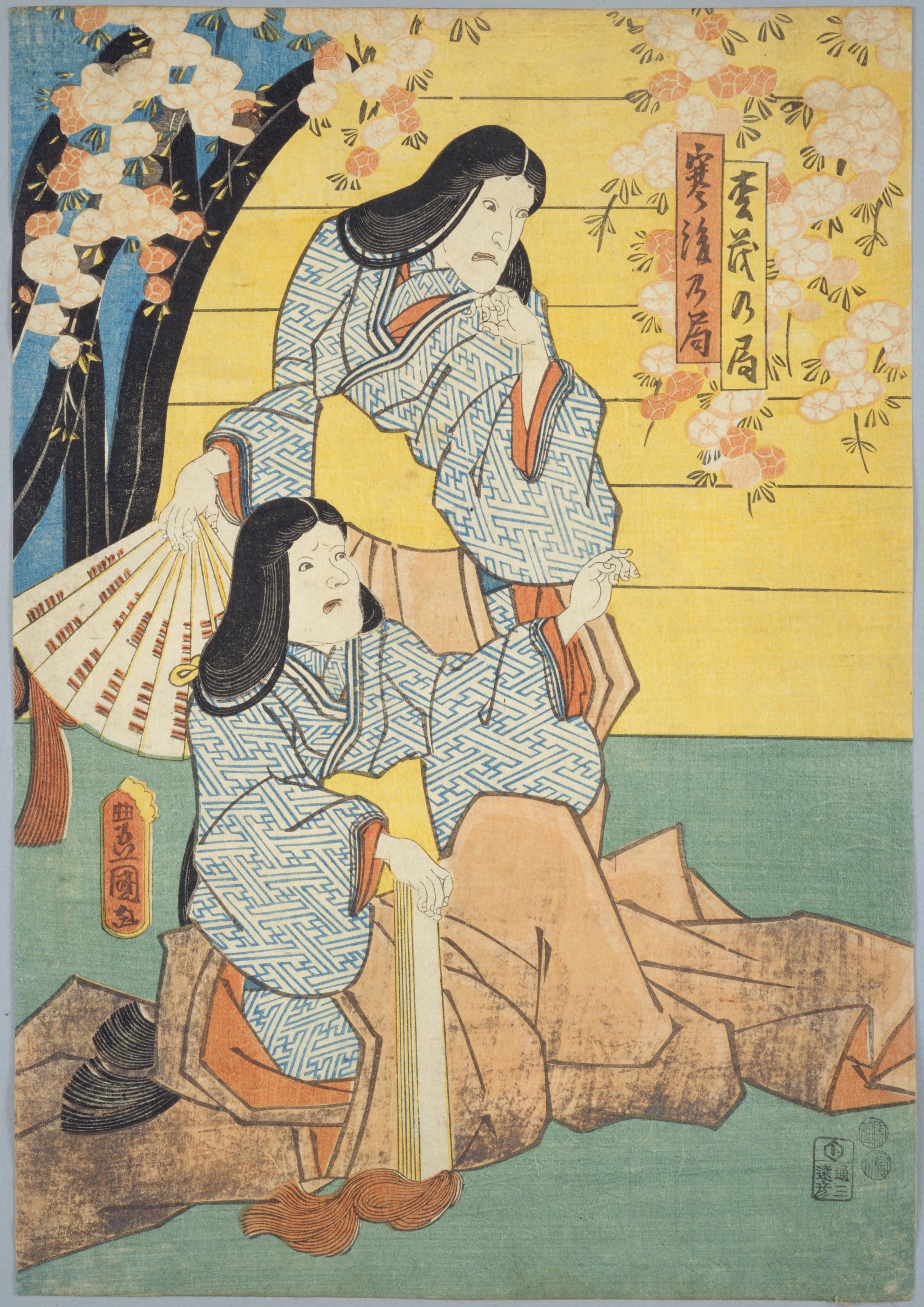
„Imoseyama Onna Teikin“. Druck von Utagawa Kunisada (1786–1865).

Chikamatsu Hanji (japanisch 近松 半二, eigentlich Hozumi Shigeaki; geboren 1725 in Osaka; gestorben 6. März 1783 daselbst) war in der mittleren Edo-Zeit der letzte große japanische Puppenspiel-(浄瑠璃, Jōruri)-Autor.

## Leben und Wirken

### Frühe Jahre
Chikamatsu Hanji war der zweite Sohn von Hozumi Ikan (穂積 以貫; 1692–1769), einem Schüler des Philosophen Itō Tōgai (1617–1736). Sein Vater war ein Konfuzianist der Kogigaku-Schule (古義学派) und hatte auch eine enge Beziehung zum Theater Takemoto-za (竹本座). Sein Vater ist auch dafür bekannt, dass er die Kunsttheorie des Bunraku-Autors Chikamatsu Monzaemon (1673–1725) schätzte, mit dem ihn eine enge Freundschaft verband.
Hanjis Wunsch, in späteren Jahren Joruri-Schriftsteller zu werden, muss stark von seinem Vater beeinflusst worden sein. Hanji wurde ja in eine Gelehrtenfamilie hineingeboren, sein älterer Bruder Yasuaki war ebenfalls Konfuzianist und sein Großvater und Onkel Mathematiker. Nachdem Hanji in jungen Jahren ein ausschweifendes Leben geführt hatte, schloss er sich dem Takemoto-za an, der von Takeda Izumo (竹田 出雲; gestorben 1747) in der zweiten Generation geleitet wurde, und wurde schließlich Mitglied der Truppe. Er wurde Bunraku-Autor und nahm den Nachnamen Chikamatsu an, nach dem von ihm verehrten Chikamatsu Monzaemon.

### Spätere Jahre
Hanjis Name erschien erstmals 1751, als er 27 Jahre alt war, in „Engyoja Ōminezakura“ (役行者大峰桜). Es heißt, dass er den ersten Teil unter der Leitung des Schöpfers Izumo geschrieben hat. Um 1756, dem Jahr, als Izumo starb, begann er allmählich seine Individualität zu zeigen und wurde zum Zentrum der Theater-Zusammenarbeit in Werken wie „Hidakagawairi Aizakura“ (日高川入相花王) und „Ōshū Adachigahara“ (奥州安達原). Ab 1750 zeigte er schöpferische Qualitäten, und seitdem hat das Theater in den folgenden 20 Jahren viele Meisterwerke veröffentlicht, die auch heute noch häufig aufgeführt werden. Dazu gehören „Honchō-nijūshikō“ (本朝 廿四孝), „Imoseyama Onna-teikin“ (妹背山 婦女庭訓), „Shinban Uta Saimon“ (新版 歌祭文) und „Igakoe Dōchū Sugoroku“ (伊賀越 道中 双六). Aber dann ging seine Schaffenskraft für neue Werke verloren. Er war der letzte große Schöpfer, der sich zu dieser Zeit den aktuellen Trends in der Joruri-Welt widersetzte.
Es gibt 57 Jōruri-Stücke von Chikamatsu und eine Autobiografie namens „Hitori Sabaki“ (独判断). Sein Stil zeichnet sich durch den freien Einsatz verschiedener Elemente in einem großen Konzept, durch mysteriöse Handlung, kontrastierende Charaktereinstellungen, einen eigenwilligen Protagonisten, eine kontrapunktische Szenenstruktur und die Einführung von Kabuki-Techniken aus. Bemerkenswert sind auch sein Interesse an den inneren Konflikten zwischen Vätern und Söhnen und sein kritischer Blick auf die zeitgenössische Politik. Über sein Geburts- und Todesjahr gibt es unterschiedliche Annahmen.